# Death Magnetic
Death Magnetic è il nono album in studio del gruppo musicale statunitense Metallica, pubblicato il 12 settembre 2008 dalla Warner Bros. Records.
L'album è il primo del gruppo registrato con il bassista Robert Trujillo, oltre ad essere il primo prodotto da Rick Rubin, dopo che il suo predecessore Bob Rock, già bassista nel disco precedente, aveva prodotto gli album del gruppo dall'album omonimo fino a St. Anger. L'album, rispetto al suo predecessore, presenta composizioni musicali più complesse, assoli di chitarra sia da parte di Kirk Hammett che di James Hetfield e segna un ritorno alle radici thrash metal dei Metallica. Il disco è stato generalmente accolto in maniera positiva dai fan e dalla critica specializzata, ma ha ricevuto alcune critiche riguardo l'elevata compressione del livello audio.
Death Magnetic è diventato il quinto album consecutivo dei Metallica ad aver debuttato al primo posto della classifica statunitense Billboard 200, rendendoli la prima band di sempre capace di ottenere questo risultato.

## Composizione
Agli inizi del 2004 il frontman James Hetfield rivelò che i Metallica avevano già provato del nuovo materiale durante alcune sessioni in studio, senza menzionare tuttavia piani per un nono album in studio al momento. Il bassista Robert Trujillo affermò successivamente che il gruppo realizzò circa 50 ore di musica tra centinaia di riff, progressioni di accordi e linee di basso. Il 30 settembre 2004 Launch Radio rivelò da un'intervista con Hetfield che il gruppo sperava di ritornare in studio nella primavera del 2005 per iniziare a registrare il nono album in studio per la Warner Bros. Records.
Il 10 marzo 2006 Rolling Stone riportò che i Metallica pianificarono di utilizzare i sei mesi successivi per comporre il materiale per l'album, in aggiunta ai due mesi precedenti che il gruppo spese per scrivere musica. Il batterista Lars Ulrich inoltre affermò che il gruppo stava andando molto d'accordo in studio rispetto al periodo nel quale realizzò St. Anger. Il 6 aprile lo stesso Ulrich rivelò che i Metallica avevano composto sei-sette brani (ad esclusione delle parti vocali), prendendo spunto dai vari riff registrati durante i pre-concerti del Madly in Anger with the World Tour.

Il 20 maggio il chitarrista Kirk Hammett rivelò che erano stati composti 15 nuovi brani mentre Hetfield elogiò il nuovo produttore Rick Rubin per il suo stile di produzione nel dare al gruppo molta libertà e mantenere le tensioni al minimo. Una settimana più tardi i Metallica aggiornarono il proprio sito ufficiale con un video mostrante informazioni relative all'album; all'interno del video, Ulrich disse del nuovo album:

## Registrazione
Per la produzione dell'album sono stati utilizzati tre diversi studi di registrazione: i Sound City Studios di Van Nuys, i Shangri La Studios di Malibù e gli HQ di San Rafael. In un'intervista alla rivista Revolver, Ulrich affermò che il gruppo vorrebbe concepire l'album esattamente come fecero con gli album realizzati prima dell'arrivo dell'ex produttore Bob Rock: sedendosi, scrivendo un numero limitato di brani per poi entrare in studio a registrarle. Inoltre quotò Rubin dicendo che egli «non vuole iniziare il processo di registrazione fino a quando ogni brano che deve essere portato in studio non fosse il più completo possibile al 100%». Più tardi Ulrich affermò che i Metallica restrinsero 25 potenziali brani a 14, i quali sarebbero stati registrati nella settimana successiva.
Il 4 giugno Robert Trujillo affermò che soltanto alcune parti di due brani inediti (The New Song e The Other New Song, portate al debutto rispettivamente il 6 giugno 2006 a Berlino e il 12 agosto dello stesso anno a Tokyo) sarebbero state inserite all'interno dell'album. Il gruppo sperò di completare l'album tra ottobre o novembre, dopodiché sarebbe potuto entrare nella fase di missaggio, la quale sarebbe stata curata da Greg Fidelman. Ulrich inoltre aggiunse che l'album sarebbe uscito nella primavera del 2008.
Il 15 maggio 2008 Ulrich confermò che i Metallica registrarono undici brani per Death Magnetic, nonostante ne siano apparsi soltanto dieci a causa del superamento del limite massimo di durata del CD. L'undicesima traccia, intitolata Shine, era un brano a detta di Hetfield «basato su Layne Staley, un martire rock & roll magnetizzato dalla morte».

### Brani inediti
Alcuni brani inediti furono scartate dalla lista tracce finale Death Magnetic. Alcuni dei titoli furono confermati da Hammett e da Ulrich nel video di MetOnTour del 20 dicembre 2008, ovvero Rebel of Babylon, Hell and Back e Hate Train, 
In occasione delle quattro date del concerto del 30º anniversario dei Metallica, tenute agli inizi di dicembre 2011, i Metallica portarono al debutto Hate Train, Just a Bullet Away (precedentemente intitolata Shine), Hell and Back e Rebel of Babylon. Il giorno dopo ogni concerto, i membri del fan club ufficiale ricevettero un'e-mail con un codice per scaricare gratuitamente una versione in studio del brano eseguito al concerto.
I quattro brani furono successivamente inseriti nell'EP Beyond Magnetic, pubblicato inizialmente sull'iTunes Store il 13 dicembre 2011.

## Titolo
Kirk Hammett giocò un ruolo fondamentale per l'ispirazione del titolo, quando portò una foto dell'ex-cantante degli Alice in Chains Layne Staley in studio mentre i Metallica stavano registrando. «Quella foto era lì da molto tempo [...] Penso abbia pervaso la psiche di James». Hetfield, chiedendosi perché qualcuno con così grande talento avesse scelto la strada della morte, decise di scrivere una canzone (intitolata Rebel of Babylon) basata su questa domanda.

Il 16 luglio 2008 Hetfield commentò il titolo definitivo dell'album:
Il titolo è stato preso da una strofa del brano My Apocalypse. Secondo Hammett, un altro titolo considerato per l'album era Songs of Suicide and Forgiveness.

## Promozione

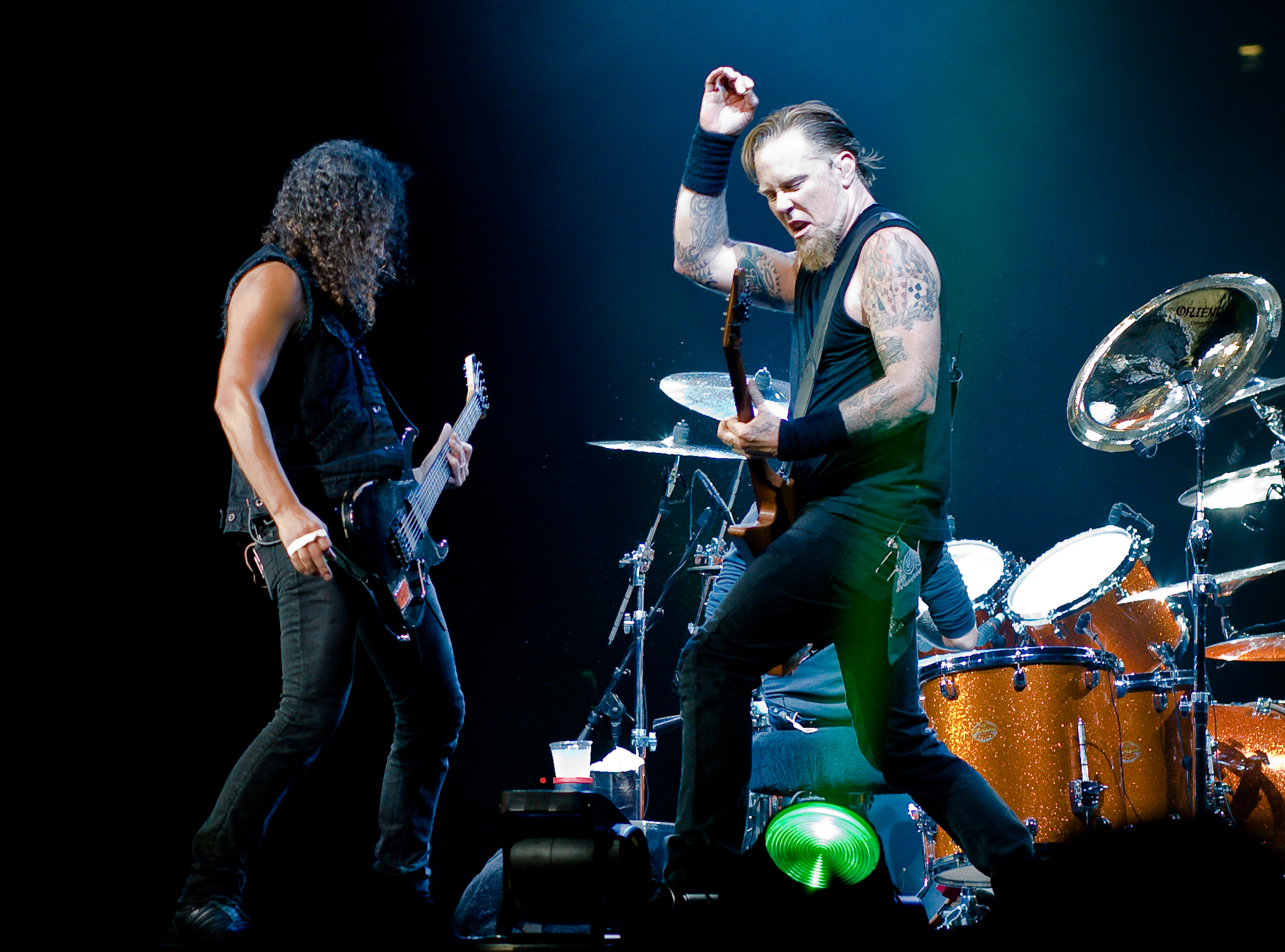
Kirk Hammett e James Hetfield a Londra nel 2008

Durante l'Escape from the Studio '06 Tour, i Metallica suonarono due brani inediti: The New Song, eseguita per la prima volta il 6 giugno 2006 a Berlino, e The Other New Song eseguita per la prima volta il 12 agosto 2006 a Tokyo.
Nonostante nessuna delle due canzoni inedite fu inserita in Death Magnetic, il riff iniziale di The End of the Line e l'interludio di All Nightmare Long provengono da The New Song.
Il 9 agosto 2008, all'Ozzfest di Dallas, i Metallica portarono al debutto il primo brano proveniente da Death Magnetic, Cyanide, mentre il 22 agosto, al Leeds Festival, il gruppo portò al debutto il primo singolo The Day That Never Comes.
Il 2 settembre un negozio di dischi di Parigi mise erroneamente in vendita Death Magnetic dieci giorni prima dell'uscita ufficiale: questo ha portato alla diffusione dell'album sulla rete prima della data prevista; a tal proposito, i Metallica si sono rivolti a tale faccenda dichiarando: «Siamo nel 2008, oggi funziona così, e va bene così. Siamo felici». Inoltre circolò la voce che la Universal Music Group stesse prendendo la decisione di anticipare ufficialmente l'uscita di Death Magnetic per il 9 settembre anziché il 12, fatto prontamente smentito sia dai Metallica che dalla Universal stessa.

## Critiche sul mastering

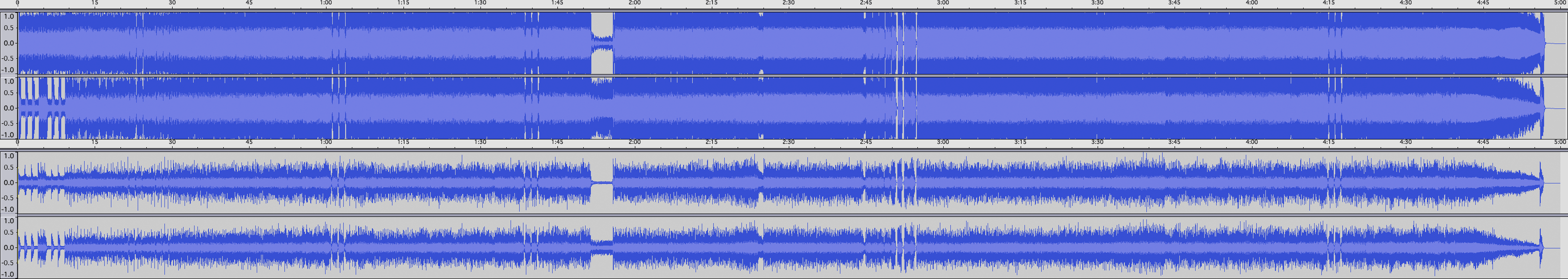
Come mostra la forma d'onda, la versione in CD di Death Magnetic (in alto) è più compressa (meno dinamica) rispetto alla versione pubblicata su Guitar Hero (in basso)

L'album è stato criticato per aver compromesso la qualità del suono, a causa di un'elevata compressione del livello audio. Sean Michaels di The Guardian spiegò che «i problemi audio sono il risultato della loudness war, una pratica dell'industria discografica che porta le registrazioni al volume più alto possibile».
I fan notarono che i problemi sonori non erano presenti nel pacchetto scaricabile nel videogioco Guitar Hero III: Legends of Rock, in cui le tracce sono presenti separatamente a causa delle meccaniche di gioco ed erano state inviate ai produttori del gioco prima che il processo di mastering iniziasse.
I Metallica e Rubin inizialmente rifiutarono di rilasciare dichiarazioni relative al problema, mentre il manager del gruppo Cliff Burnstein affermò che coloro che si lamentano del sound erano in minoranza e che la risposta sull'album era «assolutamente positiva». Ulrich più tardi confermò in un'intervista alla rivista Blender che un certo controllo creativo sulla produzione dell'album era stato effettivamente trasferito a Rubin, ma sottolineò anche la sua soddisfazione per il prodotto finale.

## Tracce
Testi di James Hetfield, musiche di James Hetfield, Lars Ulrich, Kirk Hammett e Robert Trujillo.
1. That Was Just Your Life – 7:08
2. The End of the Line – 7:52
3. Broken, Beat & Scarred – 6:25
4. The Day That Never Comes – 7:56
5. All Nightmare Long – 7:57
6. Cyanide – 6:39
7. The Unforgiven III – 7:46
8. The Judas Kiss – 8:00
9. Suicide & Redemption – 9:57
10. My Apocalypse – 5:01

Coffin Box – contenuto bonus nell'edizione deluxe
- CD – Demo Magnetic

1. Hi Guy – 7:11
2. Nineteen – 7:35
3. Black Squirrel – 6:13
4. Casper – 8:15
5. Flamingo – 7:59
6. German Soup – 6:31
7. UN3 – 7:46
8. Gymbag – 7:55
9. K2LU – 9:30
10. Ten – 5:18

- DVD – Making Magnetic

1. That Was Just Your Life – 12:01
2. The End of the Line – 12:12
3. Broken, Beat & Scarred – 13:20
4. The Day That Never Comes – 10:48
5. All Nightmare Long – 9:59
6. Cyanide – 13:30
7. The Unforgiven III – 10:26
8. The Judas Kiss – 12:36
9. Suicide & Redemption – 12:12
10. My Apocalypse – 11:50

## Formazione
Gruppo
- James Hetfield – chitarra, voce, pianoforte (traccia 7)
- Lars Ulrich – batteria
- Kirk Hammett – chitarra
- Robert Trujillo – basso

Altri musicisti
- David Richard Campbell – arrangiamenti orchestrali (traccia 7)

Produzione
- Rick Rubin – produzione
- Greg Fidelman – missaggio, registrazione
- Andrew Scheps – missaggio
- Mike Gillies – registrazione aggiuntiva
- Dana Nielsen – montaggio digitale
- Dan Monti – montaggio digitale
- Kent Matcke – montaggio digitale
- DD Elrich – montaggio digitale
- Sara Lyn Killion – assistenza tecnica
- Joshua Smith – assistenza tecnica
- Adam Fuller – assistenza tecnica
- Jason Gossman – assistenza tecnica
- Jason Mott – assistenza tecnica
- Ted Jensen – mastering

## Classifiche

### Classifiche settimanali
| Classifica (2008)         | Posizione massima |
| ------------------------- | ----------------- |
| Argentina                 | 1                 |
| Australia                 | 1                 |
| Austria                   | 1                 |
| Belgio (Fiandre)          | 1                 |
| Belgio (Vallonia)         | 2                 |
| Brasile                   | 4                 |
| Canada                    | 1                 |
| Colombia                  | 1                 |
| Danimarca                 | 1                 |
| Finlandia                 | 1                 |
| Francia                   | 1                 |
| Germania                  | 1                 |
| Giappone                  | 3                 |
| Grecia                    | 1                 |
| Irlanda                   | 1                 |
| Italia                    | 1                 |
| Messico                   | 1                 |
| Norvegia                  | 1                 |
| Nuova Zelanda             | 1                 |
| Paesi Bassi               | 1                 |
| Polonia                   | 1                 |
| Portogallo                | 1                 |
| Regno Unito               | 1                 |
| Regno Unito               | 1                 |
| Repubblica Ceca           | 1                 |
| Spagna                    | 2                 |
| Stati Uniti               | 1                 |
| Stati Uniti (alternative) | 12                |
| Stati Uniti (hard rock)   | 1                 |
| Stati Uniti (rock)        | 1                 |
| Svezia                    | 1                 |
| Svizzera                  | 1                 |
| Ungheria                  | 2                 |

### Classifiche di fine anno
| Classifica (2008)       | Posizione |
| ----------------------- | --------- |
| Australia               | 8         |
| Austria                 | 4         |
| Belgio (Fiandre)        | 11        |
| Belgio (Vallonia)       | 59        |
| Canada                  | 4         |
| Danimarca               | 7         |
| Europa                  | 8         |
| Finlandia               | 1         |
| Francia                 | 46        |
| Germania                | 9         |
| Grecia                  | 3         |
| Italia                  | 35        |
| Messico                 | 16        |
| Nuova Zelanda           | 7         |
| Paesi Bassi             | 14        |
| Regno Unito             | 53        |
| Spagna                  | 39        |
| Stati Uniti             | 16        |
| Stati Uniti (hard rock) | 3         |
| Stati Uniti (rock)      | 6         |
| Svezia                  | 3         |
| Svizzera                | 10        |
| Ungheria                | 15        |